# Oscar Byström
Oscar Fredrik Bernadotte Byström (Stockholm, 1821. október 13. – Stockholm, 1909. július 22.) svéd zeneszerző, tudós.

## Élete és munkássága
Oscar Byström Thomas Byström (1810–1870) zeneszerző, katonazenész fia volt. 1867–1872 között a stockholmi zeneművészeti főiskola felügyelője volt, azután 1876-ig a zeneegyesület vezetőjeként dolgozott a finnországi Turkuban. 1882-től saját zeneiskolát vezetett Stockholmban.
Kiadott középkori svéd egyházi énekeket és Luther Márton középkori egyházi énekeit, híressé is ennek köszönhetően vált. Byström néhány hangszeres zenedarabot is komponált, a leghíresebb a d-moll-szimfóniája és több részlet a Hermann Vimpel című operettjéből.

## Fordítás
- Ez a szócikk részben vagy egészben  az   Oscar Byström című német Wikipédia-szócikk fordításán alapul.  Az eredeti cikk szerkesztőit annak laptörténete sorolja fel. Ez a jelzés csupán a megfogalmazás eredetét és a szerzői jogokat jelzi, nem szolgál a cikkben szereplő információk forrásmegjelöléseként.